# Montage-séquence
Le montage-séquence est un anglicisme (le mot montage est ici réimporté de l'anglais) désignant une succession de plans, souvent accompagnée de musique, condensant fortement une période de temps relativement longue, d'une journée au minimum, en une séquence de trois à quatre minutes au maximum.
Ce type de séquence cinématographique évoque le clip. Le terme consacré par la sémiotique du cinéma est « séquence par épisodes ».
Exemples de séquences musicale par épisodes :
- L'entraînement de Rocky Balboa dans Rocky 3 : L'Œil du tigre de Sylvester Stallone ;
- La journée des amoureux dans Y a-t-il un flic pour sauver la reine ? de David Zucker ;
- La grossesse dans Métisse de Mathieu Kassovitz ;
- L'apprentissage dans Team America, police du monde de Trey Parker.